# Tillandsia mollis
Tillandsia mollis är en gräsväxtart som beskrevs av H.Hrom. och Walter Till. Tillandsia mollis ingår i släktet Tillandsia och familjen Bromeliaceae. Inga underarter finns listade i Catalogue of Life.